# لنز مینولتا ای‌اف ۵۰۰میلی‌متر رفلکس
لنز مینولتا ای‌اف ۵۰۰میلی‌متر رفلکس (به انگلیسی: Minolta AF 500mm Reflex lens) نام لنز دوربین عکاسی از نوع ثابت با مصارف ویژه است که توسط شرکت مینولتا، سونی تولید می‌شود. فاصلهٔ کانونی این لنز ۵۰۰ میلی‌متر و ضریب اف آن اف ۸ ثابت است. این لنز در نوامبر ۱۹۸۸ میلادی تولید و عرضه شده‌است.